# Каховська міська рада
Кахо́вська міська́ ра́да — орган місцевого самоврядування в Херсонській області. Адміністративний центр — місто обласного значення Каховка.

## Загальні відомості
- Територія ради: 8,3 км²
- Населення ради: 37 266 осіб (станом на 1 березня 2014 року)
- Водоймища на території, підпорядкованій даній раді: Каховське водосховище.

## Населені пункти
Міській раді підпорядковані населені пункти:
- м. Каховка

## Склад ради
Рада складається з 36 депутатів та голови.
- Голова ради: Немерець Віталій Анатолійович
- Секретар ради: Гончарова Ірина Анатоліївна

### Керівний склад попередніх скликань
| ПІБ                           | Основні відомості                                                       | Дата обрання | Дата звільнення |
| ----------------------------- | ----------------------------------------------------------------------- | ------------ | --------------- |
| Карасевич Олександр Петрович  | Міський голова, 1955 року народження, освіта вища, безпартійний         | 26.03.2006   | 31.10.2010      |
| Карасевич Олександр Петрович  | Міський голова, 1955 року народження, освіта вища, член Партії регіонів | 31.10.2010   |                 |
| Немерець Віталій Анатолійович | Міський голова, 1975 року народження, освіта вища, безпартійний         | з 2020       |                 |

Примітка: таблиця складена за даними джерела

### Депутати
За результатами місцевих виборів 2010 року депутатами ради стали:

#### За суб'єктами висування
| Суб'єкт висування                                       | Кількість обраних депутатів | %    |
| ------------------------------------------------------- | --------------------------- | ---- |
| Партія регіонів                                         | 24                          | 66,7 |
| Політична партія «Сильна Україна»                       | 6                           | 16,7 |
| Комуністична партія України                             | 3                           | 8,3  |
| Політична партія Всеукраїнське об'єднання «Батьківщина» | 2                           | 5,6  |
| Народна Екологічна партія                               | 1                           | 2,8  |

#### За округами
| № округу                                                | Прізвище, ім'я, по батькові      | Дата визнання обраним | Освіта         | Партійна приналежність                        | Відомості про обраного депутата                                                                                             |
| ------------------------------------------------------- | -------------------------------- | --------------------- | -------------- | --------------------------------------------- | --- |
| Комуністична партія України                             |                                  |                       |                |                                               | |
| б/м                                                     | Мовчан Андрій Юрійович           | 02.11.2010            | Освіта вища    | член Комуністичної партії України             | Апарат Центрального комітету Комуністичної партії України, перший секретар каховської міської організації компартії України |
| б/м                                                     | Федченко Вячеслав Євгенійович    | 02.11.2010            | Освіта вища    | член Комуністичної партії України             | пенсіонер |
| б/м                                                     | Шевирін Роман Володимирович      | 02.11.2010            | Освіта середня | член Комуністичної партії України             | ТОВ «Дніпро-Спецсервіс СП», комерційний директор                                                                            |
| Народна Екологічна партія                               |                                  |                       |                |                                               | |
| 1                                                       | Салтиков Олександр Миколайович   | 03.11.2010            | Освіта вища    | член Народної Екологічної партії              | приватний підприємець |
| Партія регіонів                                         |                                  |                       |                |                                               | |
| б/м                                                     | Філіпчук Павло Ігорович          | 02.11.2010            | Освіта вища    | член Партії регіонів                          | ТОВ «Лекс-Буд», директор |
| б/м                                                     | Сурін Євген Вікторович           | 02.11.2010            | Освіта вища    | член Партії регіонів                          | Марганецький воєнізований гірничо-рятувального загону, командир III взводу                                                  |
| б/м                                                     | Сурін Сергій Вікторович          | 02.11.2010            | Освіта вища    | член Партії регіонів                          | ТОВ виробничо-комерційна фірма"Агрохімсервіс", директор                                                                     |
| б/м                                                     | Черепанов Олександр Борисович    | 02.11.2010            | Освіта вища    | член Партії регіонів                          | ТОВ «Судносервіс», головний енергетик                                                                                       |
| б/м                                                     | Рищук Євген Миколайович          | 02.11.2010            | Освіта вища    | член Партії регіонів                          | ТОВ «Укравіт», генеральний директор                                                                                         |
| б/м                                                     | Нікітін Володимир Анатолійович   | 02.11.2010            | Освіта вища    | член Партії регіонів                          | приватний підприємець |
| б/м                                                     | Філіпчук Ігор Здиславович        | 02.11.2010            | Освіта вища    | член Партії регіонів                          | Каховська міська друкарня, директор                                                                                         |
| б/м                                                     | Павленко Сніжана Георгіївна      | 02.11.2010            | Освіта вища    | член Партії регіонів                          | Асоціація Підприємств «Овочі України», менеджер по роботі з клієнтами                                                       |
| б/м                                                     | Мундрієвська Світлана Михайлівна | 08.12.2010            | Освіта вища    | член Партії регіонів                          | приватний підприємець |
| 2                                                       | Гончаров Олександр Андрійович    | 03.11.2010            | Освіта вища    | член Партії регіонів                          | Виконком Каховської міської ради, секретар міської ради                                                                     |
| 3                                                       | Добров Павло Дмитрович           | 03.11.2010            | Освіта вища    | член Партії регіонів                          | фізична особа-підприємець                                                                                                   |
| 4                                                       | Івченко Валентина Миколаївна     | 03.11.2010            | Освіта вища    | член Партії регіонів                          | фізична особа-підприємець                                                                                                   |
| 5                                                       | Чернявський Віталій Вікторович   | 03.11.2010            | Освіта вища    | член Партії регіонів                          | загальноосвітня школа № 1, директор                                                                                         |
| 6                                                       | Деменко Ігор Костянтинович       | 03.11.2010            | Освіта вища    | член Партії регіонів                          | загальноосвітня школа № 5, директор                                                                                         |
| 7                                                       | Манзик Микола Васильович         | 03.11.2010            | Освіта вища    | член Партії регіонів                          | Каховський завод електрозварювального устаткування, керівник відділу маркетингу                                             |
| 8                                                       | Пенізов Андрій Павлович          | 03.11.2010            | Освіта середня | член Партії регіонів                          | фізична особа-підприємець                                                                                                   |
| 9                                                       | Єрохін Дмитро Юрійович           | 03.11.2010            | Освіта вища    | член Партії регіонів                          | фізична особа-підприємець                                                                                                   |
| 10                                                      | Зик Володимир Васильович         | 03.11.2010            | Освіта середня | член Партії регіонів                          | фізична особа-підприємець                                                                                                   |
| 11                                                      | Остроумова Людмила Миколаївна    | 03.11.2010            | Освіта вища    | член Партії регіонів                          | Відділ освіти Каховського міськвиконкому, начальник                                                                         |
| 13                                                      | Філіпчук Олена Володимирівна     | 03.11.2010            | Освіта вища    | член Партії регіонів                          | фізична особа-підприємець                                                                                                   |
| 14                                                      | Волосковець Денис Леонідович     | 03.11.2010            | Освіта вища    | член Партії регіонів                          | ТОВ «Денар», директор |
| 15                                                      | Макаров Олександр Миколайович    | 03.11.2010            | Освіта вища    | член Партії регіонів                          | загальноосвітня школа № 3, директор                                                                                         |
| 16                                                      | Жар Ігор Йосипович               | 03.11.2010            | Освіта вища    | член Партії регіонів                          | ЦРЛ, лікар-невропатолог |
| 18                                                      | Кочуров Олександр Миколайович    | 03.11.2010            | Освіта вища    | член Партії регіонів                          | Каховська філія ВАТ «Херсонгаз», керівник ремонтно-будівельної дільниці                                                     |
| Політична партія Всеукраїнське об'єднання «Батьківщина» |                                  |                       |                |                                               | |
| б/м                                                     | Приходько Максим Олександрович   | 02.11.2010            | Освіта вища    | член Всеукраїнського об'єднання «Батьківщина» | Комунальне підприємство "Готель «Таврія», директор                                                                          |
| б/м                                                     | Погорілий Віктор Іванович        | 02.11.2010            | Освіта вища    | член Всеукраїнського об'єднання «Батьківщина» | Приватне підприємство «Ремавтодеталь», директор                                                                             |
| Політична партія «Сильна Україна»                       |                                  |                       |                |                                               | |
| б/м                                                     | Дяченко Андрій Андрійович        | 02.11.2010            | Освіта вища    | член Політичної партії «Сильна Україна»       | ТОВ «ЮРАН і К», директор |
| б/м                                                     | Хомінець Ігор Вікторович         | 02.11.2010            | Освіта середня | член Політичної партії «Сильна Україна»       | ТОВ «Астарта-Агро», директор                                                                                                |
| б/м                                                     | Пожитько Микола Владиславович    | 02.11.2010            | Освіта вища    | член Політичної партії «Сильна Україна»       | ТОВ «Судносервіс», виконавчий директор                                                                                      |
| б/м                                                     | Соломахіна Галина Михайлівна     | 02.11.2010            | Освіта вища    | член Політичної партії «Сильна Україна»       | загальноосвітня школа № 2, директор                                                                                         |
| 12                                                      | Перчиць Анатолій Іванович        | 03.11.2010            | Освіта вища    | член Політичної партії «Сильна Україна»       | ВАТ «Державний ощадний банк України», керуючий                                                                              |
| 17                                                      | Головатий Юрій Петрович          | 03.11.2010            | Освіта середня | член Політичної партії «Сильна Україна»       | об'єднання співвласників багатоквартирного будинку «Круглий будинок», голова правління                                      |